# Franklin County (Alabama)
Franklin County je okres ve státě Alabama v USA. K roku 2010 zde žilo 31 704 obyvatel. Správním městem okresu je Russellville. Celková rozloha okresu činí 1 674 km². Na západě sousedí se státem Mississippi.

## Sousední okresy
| Růžice kompasu | Tishomingo County (MS)    | Colbert County |                 | Růžice kompasu |
| Růžice kompasu |                           | Sever          | Lawrence County | Růžice kompasu |
| Růžice kompasu | Franklin County (Alabama) |                | Lawrence County | Růžice kompasu |
| Růžice kompasu | Jih                       |                | Lawrence County | Růžice kompasu |
| Růžice kompasu | Itawamba County (MS)      | Marion County  | Winston County  | Růžice kompasu |